# Thrombopénie de Paris-Trousseau

La thrombopénie de Paris-Trousseau est un syndrome impliquant des problèmes hématologiques (déficience plaquettaire) plus ou moins grave chez les individus atteints et est associé à une délétion sur le bras long du chromosome 11.
Ces symptômes sont dus à une défaillance de la dysmégacaryopoïèse (maturation de la lignée mégacaryocytaire) générée par la défaillance du gène fli-1 qui transactive plusieurs gènes responsables de la dysmégacaryopoïèse.
Le nombre de plaquettes revient souvent à la normale mais les fonctions plaquettaires peuvent rester altérées.
Ce syndrome est actuellement étudié par le docteur Rémi Favier, hématologue à Paris.